# Gat van den Ham
Het Gat van den Ham is een kreek ten oosten van Lage Zwaluwe die behoort tot een systeem dat ontstaan is tijdens de Sint-Elisabethsvloed van 1421, en ontwikkelde zich analoog aan de huidige Biesbosch. Het hele systeem werd toen: Gat van den Ham genoemd en het bedroeg ongeveer 750 ha.

## Geschiedenis
Men begon halverwege de 16e eeuw met de hernieuwde inpoldering van dit gebied. In 1645 kwam de Emiliapolder tot stand, vervolgens de Royale Polder en de Nieuwe Zwaluwse Polder. Vanaf 1750 werden nog een aantal polders hieraan toegevoegd: Koekoekpolder en Polder Oudgors. Na 1850 volgden: Polder Den Bol en Polder Volharding. Zo ontstond een geheel van kleine poldertje en er was ook het krekengebied met ooibossen en rietmoerassen. Een groot deel van het gebied kende geen permanente bewoning.
In 1954 werd een dijk aangelegd langs de zuidoever van de Amer. De kreken werden daardoor afgesneden van de rivier. Het waterpeil kon daardoor beter beheerst worden. De overgebleven kreken staan nu via een spuisluis in verbinding met de Amer. Door de uitvoering van het Deltaplan werd het getijdenverschil echter tot slechts 30 cm teruggebracht. Omstreeks 1967 werd bovendien de ruilverkaveling Amerkant uitgevoerd. Veel kleinschalige dijken en dergelijke verdwenen en er ontstond voornamelijk grootschalig landbouwgebied. Er vestigden zich toen zes grootschalige landbouwbedrijven. Het water van de Grote Ham, die water ontvangt van de omliggende polders, wordt door het gemaal Hamse Polder uitgeslagen op de Zwaluwse Haven. Aldus is het Gat van den Ham enigszins geïsoleerd van de andere kreken: Vloedspui en Zwaluwse Haven. Er komt veel bittervoorn voor.

## Huidige ontwikkeling
Tegenwoordig wordt in het gebied kreekherstel nagestreefd, ook komen er natuurgebieden, zij het niet op zeer grote schaal. De natuur zal met 27 ha worden uitgebreid en men streeft daar naar essen-iepenbos, bloemrijk grasland, rietmoeras en zeggenmoeras. Het grootste deel van het gebied van 750 ha zal echter voorbehouden worden aan de landbouw.